# Meeuwbeemd
De Meeuwbeemd (Venloos: De Mieëwbaemp) is een woonwijk in het stadsdeel Venlo in de gelijknamige gemeente Venlo in de Nederlandse provincie Limburg. De wijk telt 6250 inwoners (2006 Centraal Bureau voor de Statistiek).

## Geschiedenis
In 1948 werd het basisplan voor Venlo-Noord ontwikkeld. Het plan Meeuwbeemd werd in 1957 goedgekeurd door Gedeputeerde Staten, maar de wijk Genooi stond er al. Het plan omhelst de verbinding tussen het al bestaande Genooi en het noorden van het huidige centrum van de stad Venlo.